# GIJS Groningen
GIJS Groningen (Groninger IJshockey Stichting) is een Nederlandse ijshockeyclub uit de stad Groningen die speelt in Sportcentrum Kardinge. De club kwam in de seizoenen 2007/08, 2008/09 en 2009/10 onder de namen Pecoma Grizzlies / Groninger Grizzlies het meest recentelijk uit in de Eredivisie, het hoogste niveau in Nederland. In het seizoen 2012/13 speelt het onder de naam GIJS Bears Groningen in de Eerste divisie, het tweede niveau.
De club werd opgericht op 23 december 1969. In 1974 maakte de club voor de eerste maal haar opwachting op het hoogste niveau. De club wist zich via promotie/degradatiewedstrijden te handhaven. In de seizoenen 1977/1978 en 1978/1979 haalde Groningen de finale van de play-offs om de landstitel; beide malen werd verloren van de Heerenveen Flyers.
Nadien raakte de club in verval, en in 1981 maakte een faillissement een einde aan het Eredivisieschap. In 1983 was de vereniging echter terug. De club haalde de play-offs van het seizoen 1983/1984, maar ging daarin onderuit tegen de latere landskampioen Nijmegen. In 1985/1986 pakte de club voor de eerste maal in haar bestaan de landstitel.
De sponsor trok zich echter terug, en nieuwe financiële problemen betekenden dat Groningen zich in 1987 opnieuw moet terugtrekken uit de Eredivisie. In het seizoen 1988/1989 werd, voor de derde maal, promotie afgedwongen naar de Eredivisie. Dat verblijf was van korte duur, en in 1991 trok de club zich wederom terug uit de Eredivisie.
De club won in de seizoenen 2005/2006 en 2006/2007 de titel in de Eerste divisie. Na de laatste titel achtte de club de tijd rijp om wederom de sprong naar de Eredivisie te wagen.
Noord: Amsterdam Tigers · Hijs Hokij Den Haag · GIJS Groningen · UNIS Flyers Heerenveen · Capitals Leeuwarden · Dragons Utrecht · Zoetermeer Panters

Zuid: Yeti's Breda · Red Eagles 's-Hertogenbosch · Dordrecht Lions · Eindhoven Kemphanen · Eaters Geleen · Nijmegen Devils · Tilburg Trappers